# Direct (álbum)
Direct es el decimoquinto álbum de estudio de Vangelis publicado en 1988 por Arista Records. Este trabajo supuso el debut con dicha compañía y está integrado por composiciones relativamente cortas. Destaca por suponer un punto de inflexión en la trayectoria del compositor griego al trasladar su estudio creativo, hasta entonces en Londres (Reino Unido), hacia Atenas (Grecia).

## Producción
Conforme a las anotaciones reseñadas en el libreto del álbum Direct hace referencia al método compositivo y de grabación de Vangelis en los que factores como la interpretación espontánea y el proceso de grabación se desarrollan simultáneamente en el estudio de grabación. Este proceso se vio favorecido por la utilización de equipamiento e instrumentación digital, como los sistemas MIDI diseñados por el artista y técnicos como Bill Marshall y Pete Kellock.

"Es un gran álbum que apela a audiencias muy diferentes. A los aficionados a Kitaro, Deuter y Constance Demby les gustará este disco"
Jim Brenholts (Allmusic) 

## Lista de temas
1. «The Motion of Stars» - 4:21
2. «The Will of the Wind» - 4:45
3. «Metallic Rain» - 6:12
4. «Elsewhere» - 5:45
5. «Dial Out» - 5:22
6. «Glorianna (Hymn à la Femme)» - 4:30
7. «Rotation's Logic» - 3:33
8. «The Oracle of Apollo» - 4:00
9. «Message» - 7:14
10. «Ave» - 5:05
11. «First Approach» - 5:03
12. «Intergalactic Radio Station» - 7:53

## Publicación
Las ediciones que inicialmente se publicaron en formato de disco de vinilo carecían de dos canciones que sí estaban presentes en los formatos de casete y disco compacto: «Dial Out» e «Intergalactic Radio Station». Si bien es cierto que ha sido un álbum que ha tenido varias reediciones con posterioridad en otros formatos como digipak (2013), funda de papel (2022), vinilo tintado en azul transparente (2022) o archivos digitales FLAC.

## Personal
- Vangelis – autor, arreglos, intérprete y producción
- Markella Hatziano - voces en «Glorianna (Hymn à la Femme)»
- Casey Young - narración en «Intergalactic Radio Station»
- Nicos Despotidis - ingeniero
- Yiannis Angelou - fotografía
- Nicos Despotidis - fotografía
- Ida Paraschou - fotografía